# Postnummer i Sverige
Post- och telestyrelsen (PTS) är tillsynsmyndighet för det svenska postnummersystemet, vilket på PTS uppdrag förvaltas av Postnord.
Postnummerrådet förvaltar postnummersystemet och sammanträder ca 3–4 gånger per år. Rådet består av deltagare från Citymail, Fria Postoperatörers Förbund, Lantmäteriet, Postnord, Post- och telestyrelsen, Svensk Direktreklam och Skatteverket.
Uppdraget att förvalta det svenska postnummerregistret har Postnord i sin tur förmedlat till Postnummerservice i Norden AB, som i sin tur upplåter maskinell åtkomst till data genom företaget Geposit AB.

## Historia

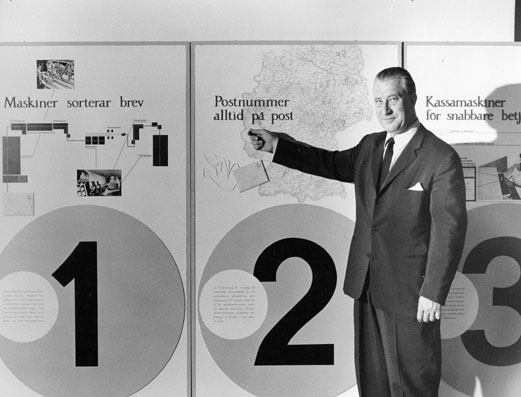
Generalpostdirektör Nils Hörjel presenterar postnummersystemet 1966.

Fram till 1968 sorterades posten efter postort, vilket innebar att de postanställda var tvungna att lära sig samtliga postorter i Sverige och vilken postkupé som passerade orten.[källa behövs] 1967 beslutades att postnummer skulle införas i Sverige och 12 maj 1968 togs det svenska postnummersystemet i bruk. Sedan dess har principen för postnummersystemet varit densamma, men en revision genomfördes under mitten av 1990-talet i samband med att alla kvarvarande postterminaler utrustades med postsorteringsmaskin.

## Uppbyggnad
Det svenska postnummersystemet bygger på en femställig sifferkombination uppdelad på två grupper med tre respektive två siffror. Principen för numreringen är att ju lägre ett postnummer är, desto längre söderut ligger orten. Undantagna från principen är postnummer som börjar på siffran 1, vilka representerar Stockholms län med undantag av Norrtälje kommun. Postorterna delas upp i två-, tre- och fempositionsorter beroende på ortens storlek. Större orter är tvåpositionsorter, riktigt små fempositionsorter och övriga trepositionsorter.

### Typografisk anvisning
Ett blanksteg skall infogas mellan tredje och fjärde siffran. Mellan postnumret och ortnamnet skall det vara ett blanksteg. När postnumren infördes var anvisningen att det skulle vara två blanksteg mellan postnumret och ortnamnet, samt att ortnamnet skulle skrivas med stora bokstäver (full versalisering av landsnamnet "Sverige" var däremot inget som föreskrevs).[källa behövs]

### Förändringar
Små postnummer- eller postortändringar, som berör färre än ca 50 hushåll eller företag, sker under vilken tid som helst under året. Nya postnummer skapas och försvinner i detta system ständigt. Större postnummerändringar är mer komplicerade och tar längre tid.
Postoperatörerna måste därför ansöka postnummerförändringar senast 1 mars, ett visst år, om att få ändra postnumret. Kommunerna kan på samma sätt ansöka om de vill byta postortsnamn. Postnummerrådet, som är ett samarbetsorgan mellan postoperatörer, beslutar i juni vilka ansökningar som godkänns. Information om förändringen når sedan ut till hushåll och företag i september, de kan då klaga. I början av januari meddelas de hushåll/företag som tvingas byta postnummer eller postort. Ändringarna äger rum första helgfria måndagen i mars månad.

### Tvåpositionsorter
De två inledande siffrorna anger postort. Göteborg, Malmö och Stockholm har tilldelats två nummerserier varav den ena avser box- och företagsadresser och den andra serien gatuadresser. Mindre postorter kan bestå av en eller flera kommuner. Undantagsvis är även vissa kommuner delade mellan flera postorter. Med anledning av dessa orters storlek så numreras de inte på samma sätt som övriga tvåpositionsorter, med undantag av de så kallade tävlingspostnumren (se nedan).
| Postnummer | Postort     | Kommentar                 |
| 10x xx     | Stockholm   | Box- och företagsadresser |
| 11x xx     | Stockholm   | Gatuadresser              |
| 20x xx     | Malmö       | Box- och företagsadresser |
| 21x xx     | Malmö       | Gatuadresser              |
| 22x xx     | Lund        |                           |
| 25x xx     | Helsingborg |                           |
| 30x xx     | Halmstad    |                           |
| 35x xx     | Växjö       |                           |
| 39x xx     | Kalmar      |                           |
| 40x xx     | Göteborg    | Box- och företagsadresser |
| 41x xx     | Göteborg    | Gatuadresser              |
| 50x xx     | Borås       |                           |
| 55x xx     | Jönköping   |                           |
| 58x xx     | Linköping   |                           |
| 60x xx     | Norrköping  |                           |
| 62x xx     | Visby       |                           |
| 63x xx     | Eskilstuna  |                           |
| 65x xx     | Karlstad    |                           |
| 70x xx     | Örebro      |                           |
| 72x xx     | Västerås    |                           |
| 75x xx     | Uppsala     |                           |
| 80x xx     | Gävle       |                           |
| 85x xx     | Sundsvall   |                           |
| 90x xx     | Umeå        |                           |
| 97x xx     | Luleå       | Före revisionen 951 xx    |

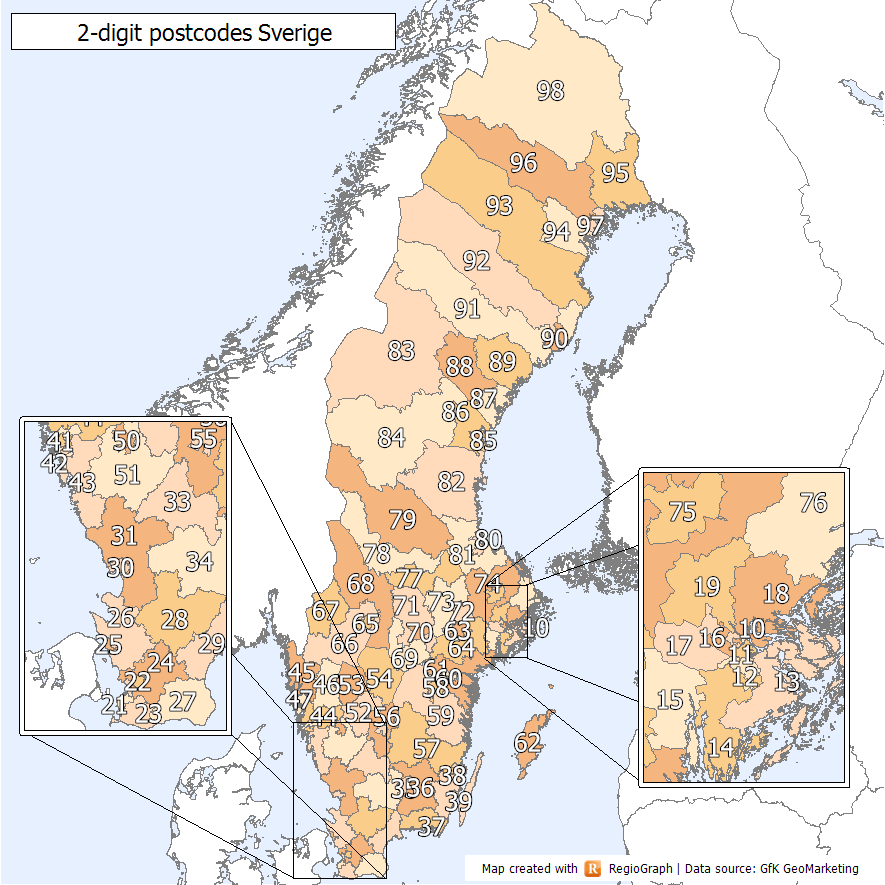
Tvåpositionsorter i Sverige.

Den tredje siffran i tvåpositionsnumren anger utdelningsform. För de postnummer som har brevbäring som utdelningsform representerar den tredje siffran en större sammanhängande geografisk del av postorten. 
| Postnummer | Utdelningsform                                                   | Kommentar                                                                                           |
| xx0 xx     | Boxar och postala adresser (Brevbärarkontor, postterminaler m.m) | |
| xx1 xx     | Boxar, företagsadresser                                          | Med vissa undantag i större städer, exempelvis 111 xx Stockholm där utdelningsformen är brevbäring. |
| xx2 xx     | Brevbäring                                                       | |
| xx3 xx     | Brevbäring                                                       | |
| xx4 xx     | Brevbäring                                                       | |
| xx5 xx     | Lantbrevbäring                                                   | Med vissa undantag, exempelvis 415 xx Göteborg där utdelningsformen är stadsbrevbäring.             |
| xx6 xx     | Brevbäring                                                       | |
| xx7 xx     | Brevbäring                                                       | |
| xx8 xx     | Svarspost                                                        | Med vissa undantag i större städer, exempelvis 418 xx Göteborg där utdelningsformen är brevbäring.  |
| xx9 xx     | Tävlingspost                                                     | Tillfälliga postnummer där stor postmängd förväntas                                                 |

Den fjärde och femte siffran anger sedan ett geografiskt område. Postnummer med samma fyra första siffror kan representera en stadsdel eller motsvarande.

### Trepositionsorter
De två första siffrorna anger vilket geografiskt område i Sverige som postorten finns i. Tidigare angav dessa siffror vilken postterminal som sorterade posten för postorten.
| Postnummer      | Ungefärligt område                                        |
| 12x xx - 15x xx | Södra Storstockholm                                       |
| 16x xx - 19x xx | Norra Storstockholm                                       |
| 23x xx          | Sydvästra Skåne län                                       |
| 24x xx          | Centrala Skåne län                                        |
| 26x xx          | Nordvästra Skåne län                                      |
| 27x xx          | Sydöstra Skåne län                                        |
| 28x xx          | Norra Skåne län och sydvästra Kronobergs län              |
| 29x xx          | Nordöstra Skåne län och västra Blekinge län               |
| 31x xx          | Södra Hallands län                                        |
| 33x xx          | Västra Jönköpings län                                     |
| 34x xx          | Västra Kronobergs län                                     |
| 36x xx          | Östra Kronobergs län                                      |
| 37x xx          | Mellersta och östra Blekinge län                          |
| 38x xx          | Södra Kalmar län                                          |
| 42x xx - 47x xx | Norra Hallands län och västra Västra Götalands län        |
| 51x xx          | Södra Västra Götalands län                                |
| 52x xx - 54x xx | Östra Västra Götalands län                                |
| 56x xx - 57x xx | Norra Jönköpings län och mellersta Kalmar län             |
| 59x xx          | Södra Östergötlands län och norra Kalmar län              |
| 61x xx          | Norra Östergötlands län och södra Södermanlands län       |
| 62x xx          | Gotlands län                                              |
| 64x xx          | Norra Södermanlands län                                   |
| 66x xx - 68x xx | Norra Västra Götalands län och Värmlands län              |
| 69x xx          | Södra Örebro län                                          |
| 71x xx          | Norra Örebro län                                          |
| 73x xx          | Västmanlands län                                          |
| 74x xx          | Mellersta och södra Uppsala län                           |
| 76x xx          | Norra Stockholms län                                      |
| 77x xx          | Södra Dalarnas län                                        |
| 78x xx          | Centrala och västra Dalarnas län                          |
| 79x xx          | Norra Dalarnas län                                        |
| 81x xx          | Södra Gävleborgs län och norra Uppsala län                |
| 82x xx          | Norra Gävleborgs län                                      |
| 83x xx          | Norra Jämtlands län                                       |
| 84x xx          | Södra Jämtlands län och sydvästra Västernorrlands län     |
| 86x xx          | Sydöstra Västernorrlands län                              |
| 87x xx          | Mellersta Västernorrlands län                             |
| 88x xx          | Nordvästra Västernorrlands län                            |
| 89x xx          | Nordöstra Västernorrlands län                             |
| 91x xx          | Södra Västerbottens län                                   |
| 92x xx          | Mellersta Västerbottens län                               |
| 93x xx          | Nordöstra Västerbottens län och sydvästra Norrbottens län |
| 94x xx          | Södra Norrbottens län                                     |
| 95x xx          | Mellersta Norrbottens län                                 |
| 96x xx          | Sydöstra Norrbottens län                                  |
| 98x xx          | Norra Norrbottens län                                     |

Geografiska områden är endast ungefärligt angivna då postområdena inte följer övrig indelning av landet
Den tredje siffran i kombination med de första två anger postorten. Den fjärde siffran anger utdelningsform. 
| Postnummer | Utdelningsform                                                   |
| xxx 0x     | Boxar och postala adresser (Brevbärarkontor, postterminaler m.m) |
| xxx 1x     | Brevbäring, boxar, företagsadresser                              |
| xxx 2x     | Brevbäring, boxar och svarspost                                  |
| xxx 3x     | Brevbäring                                                       |
| xxx 4x     | Brevbäring                                                       |
| xxx 5x     | Brevbäring                                                       |
| xxx 6x     | Brevbäring                                                       |
| xxx 7x     | Brevbäring                                                       |
| xxx 8x     | Brevbäring, svarspost och företagsadresser                       |
| xxx 9x     | Lantbrevbäring                                                   |

### Fempositionsorter
En fempositionsort är en så liten ort att endast ett fåtal postnummer behövs för att kunna hantera dess post på ett smidigt sätt. Sedan revisionen av postnummersystemet i mitten av 1990-talet återstår endast ett fåtal fempositionsorter. Dessa orter är ofta små och ligger avlägset till så att det inte är möjligt att flytta postutdelningen till en större trepositionsort. Fempositionsorterna återfinns oftast i skärgårdar och i fjälltrakterna.

## Postnummerkatalog
Den sista tryckta postnummerkatalogen utgavs av Posten 1996. Posten har tidigare tillhandahållit postnummerförteckningar på diskett och CD-ROM, men numera endast via postens webbplats.

## Postnummerförteckningar och externa länkar
- Postnummer kan sökas på Postnords webbplats.
- Statistiska centralbyrån har en tabell (excelfil) från april 2012 över befolkning per postnummerområde, där postnummer och ort framgår. Filen är länkad från sidan med Marknadsprofiler
- Ett API för direkt kontroll och validering av svenska postnummer och gatuadresser